# Blue (manga)
Pour les articles homonymes, voir Blue.
Blue (ブルー) est un manga de Kiriko Nananan. Il a été prépublié dans le magazine Comic Are! entre janvier et octobre 1996, et a été compilé en un tome chez Magazine House. La version française est éditée par Casterman.
Il a été adapté en film sorti en mars 2003 au Japon.

## Synopsis
Kayako Kirishima, qui vit à Niigata , est presque prête à aller au collège mais est solitaire et incertaine de son avenir. Masami Endo est une fille qui a été ostracisée et a subi une exclusion sociale pour avoir eu un avortement. Les deux filles se rencontrent en classe un jour et deviennent de bonnes amies. Peu à peu, Kirishima tombe amoureuse de Endo et leur relation devient plus personnelle.
Au milieu du livre, les vacances d'été commencent et Endo part pour aller avec l'homme qui l'a mise enceinte. Pendant ce temps, Kirishima lui manque et ne peut pas attendre qu'elle revienne. Quand Endo ne revient pas, elle ment sur ses expériences et dit qu'elle voyageait avec de vieux amis. Kirishima sait qu'elle ment et devient bouleversée avec Endo détériorant leur relation. Finalement, les deux se pardonnent l'une et l'autre, mais les temps ont changé et Kirishima décide de partir à Tokyo et de poursuivre une carrière dans l'art tandis que Endo choisit de rester dans sa ville natale. Le manga se termine avec Kirishima qui monte dans un train à Tokyo pendant que Endo regarde longtemps le train partir.

### Documentation
- Paul Gravett (dir.), « De 1990 à 1999 : Blue », dans Les 1001 BD qu'il faut avoir lues dans sa vie, Flammarion, 2012 (ISBN 2081277735), p. 660.